# Rui Bandeira
Rui Pedro Neto de Melo Bandeira (Nampula, 25 luglio 1973) è un cantante portoghese.
Ha rappresentato il Portogallo all'Eurovision Song Contest 1999 con il brano Como tudo começou.

## Biografia
Nato in Mozambico quando questo era ancora una colonia portoghese, Rui Bandeira si è trasferito in Portogallo quando aveva due anni. È salito alla ribalta con la sua partecipazione al Festival da Canção 1999, utilizzato come processo di selezione per l'Eurovision, dove i giurati hanno scelto il suo brano Como tudo começou come vincitore fra gli otto partecipanti. Il 29 maggio 1999 il cantante ha quindi partecipato all'Eurovision Song Contest a Gerusalemme, dove si è classificato al 21º posto su 23 partecipanti totalizzando 12 punti, tutti provenienti dal televoto francese, di cui è risultato il vincitore.
Nello stesso anno è uscito il suo album di debutto, che ha segnato l'inizio della sua carriera musicale. Um dia vais voltar, pubblicato nel 2010, è diventato il suo album di maggior successo nelle classifiche portoghesi, raggiungendo il 23º posto. Nel 2019 la raccolta 20 anos de canções ha debuttato al 33º posto in classifica.

## Discografia

### Album
- 1999 - Como tudo começou
- 2000 - Mais
- 2001 - Magia do amor
- 2004 - Destino
- 2005 - Duas vidas
- 2006 - Só Deus sabe
- 2009 - O nosso amor
- 2010 - Um dia vais voltar
- 2012 - Chegou a hora
- 2013 - Sempre a pensar em vocês
- 2015 - Sente
- 2017 - Tudo por amor
- 2018 - Sonho estar contigo

### Album dal vivo
- 2007 - Ao vivo
- 2011 - Coliseu

### Raccolte
- 2003 - Momentos
- 2014 - 15 anos
- 2019 - 20 anos de canções

### Singoli
- 1999 - Como tudo começou/You Can Take My Hand
- 2001 - Mais forte que um vulcão
- 2015 - Sente
- 2015 - Estou sem ninguém
- 2016 - Alma ferida
- 2016 - Fruto proibido
- 2016 - Gozar a vida
- 2017 - Só Deus me pode ajudar
- 2017 - Cuida bem dela